# Острів Баранова
Острів Баранова (англ. Baranof Island або  англ. Sitka Island) — один з найбільших островів архіпелагу Олександра, розташований у штаті Аляска, Сполучені Штати Америки.

## Географія

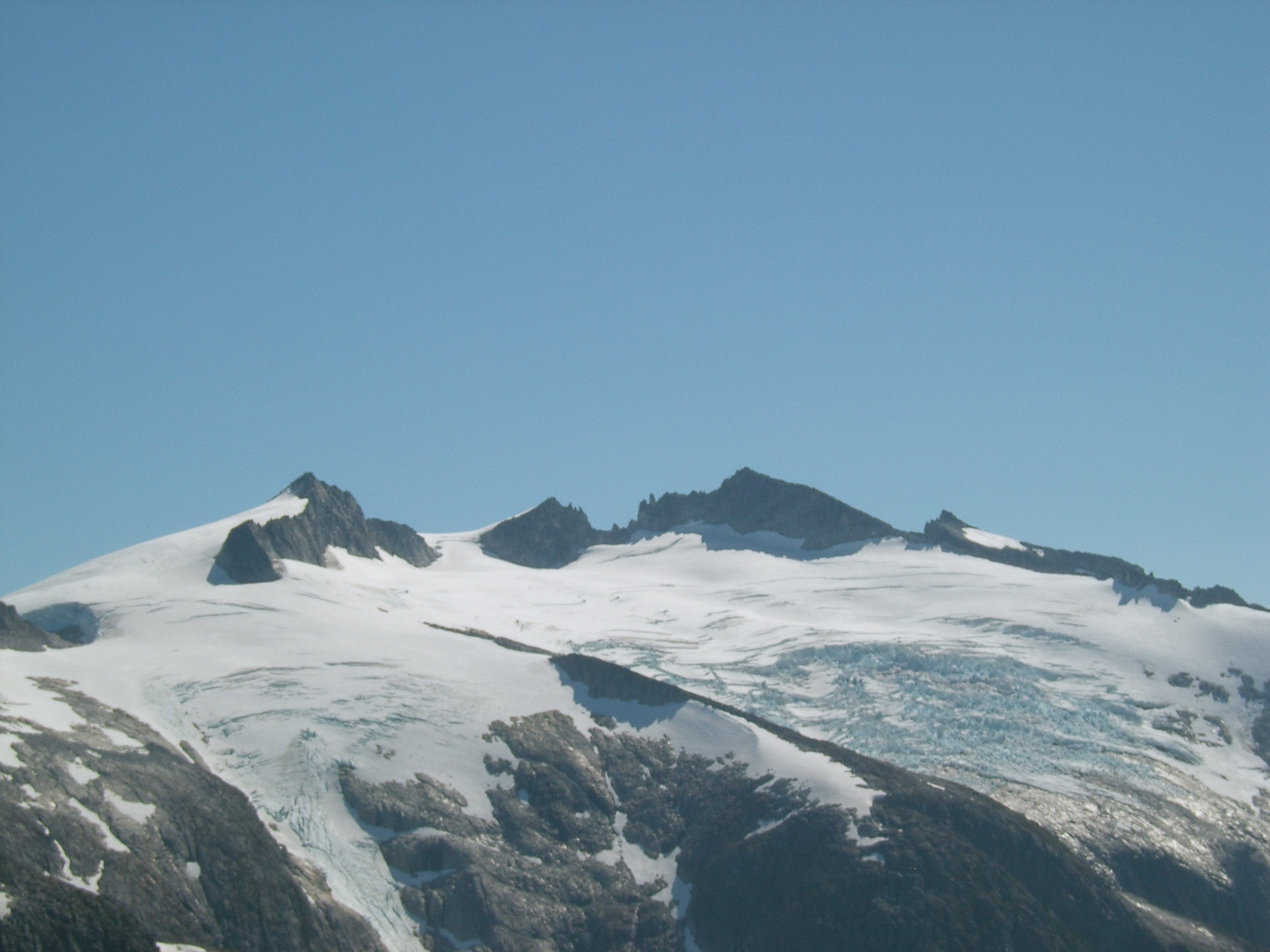
Пік 5390, найвища вершина острова

Острів з південного заходу омивається водами Аляскинської затоки, що у північних широтах Тихого океану, з півночі та сходу — глибокими протоками. Лежить на території боро Ситка, на південному-сході штату Аляска, та відділений на півночі через Перильську протоку від острова Чичагова, на північному сході Чатемською протокою шириною до 14 км від острова Адміралтейського. Простягся з північного заходу на південний схід на 169 км, при максимальній ширині до 48 км, довжина берегової лінії за одними даними становить 993 км, за іншими — 1062,8 км. Має площу: за одними даними 5305,9 км², за іншими — 4064,5 км² (8-ме місце на Алясці, 10-те у США та 137-ме у світі). Найвища вершина острова, Пік 5390 висотою 1643 м (240-ве місце серед ультра-піків Північної Америки). Острів складається з вершин підводного гірського хребта, який тягнеться вздовж узбережжя Канади і Аляски. Рельєф гористий, береги круті, сильно порізані, головним чином фіордами. Острів складений переважно пізньопротерозойськими інтрузивними та метаморфічними породами.
Більша частина острова знаходиться в межах Національного лісу Тонгасс.
Населення острова Баранова у 2000 році становило 8532 особи.

## Історія
Перше європейське поселення на острові було створено у 1799 році Олександром Барановим, головним менеджером і першим губернатором Російсько-Американської компанії, в честь якого названо острів та архіпелаг. Острів був центром російської діяльності в Північній Америці в період з 1804 по 1867 роки. На ному була розташована головна штаб-квартира російської хутрової торгової компанії. У 1867 році острів увійшов до складу США. 
Близько 1900 року на острові Баранова виникло багатьох малих підприємств: зокрема фабрики з виробництва консервів, китобійні станції і ферми з розведення хутрових звірів. Більшість з них були кинуті на початку Другої світової війни. Залишки цих форпостів промисловості існують і по-сьогодні (2010-ті роки) у ветхому стані.

## Клімат
Клімат острова помірний океанічний, середні температури січня -1,6 °C, липня 12-14 °C. У рік випадає 2000-3000 мм опадів. До висоти 1000-1100 м вкритий густим хвойним лісом, вище знаходяться альпійські луки. Протоки між островом і материком не замерзають взимку, утворюючи зручний внутрішній морський шлях.

## Економіка
На острові існує три ферми з розведення лосося, одна біля Порт-Армстронга, інша на північ від Ворм-Спрінгз, третя поблизу Ведмежого озера.
Ловля і переробка риби, а також туризм є головними джерелами доходів на острові. На острові також водяться бурі ведмеді (Ursus arctos) і особливий підвид чорнохвостого оленя (Odocoileus hemionus sitkensis).

## Галерея

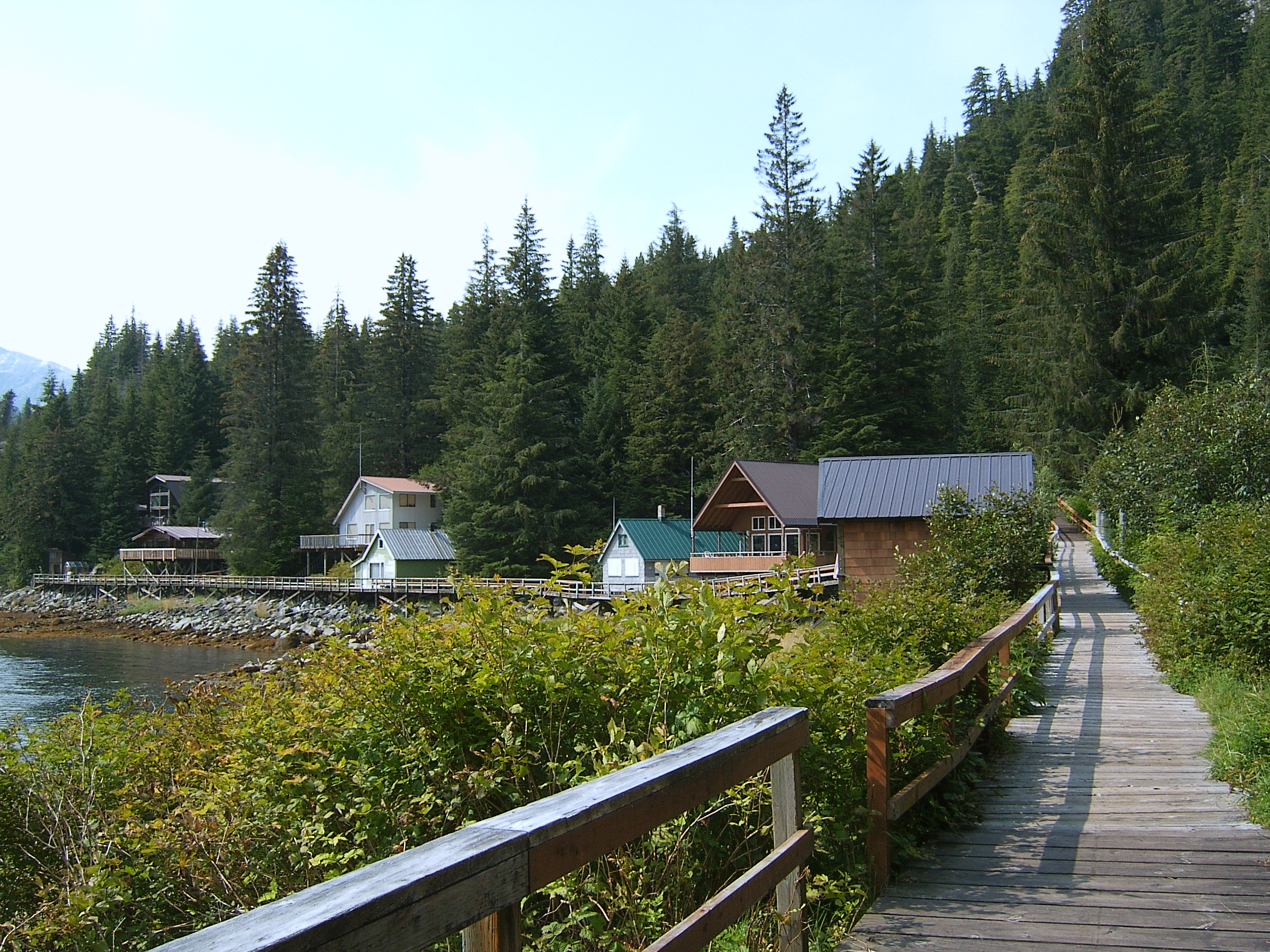
Поселення «Гарячі джерела»
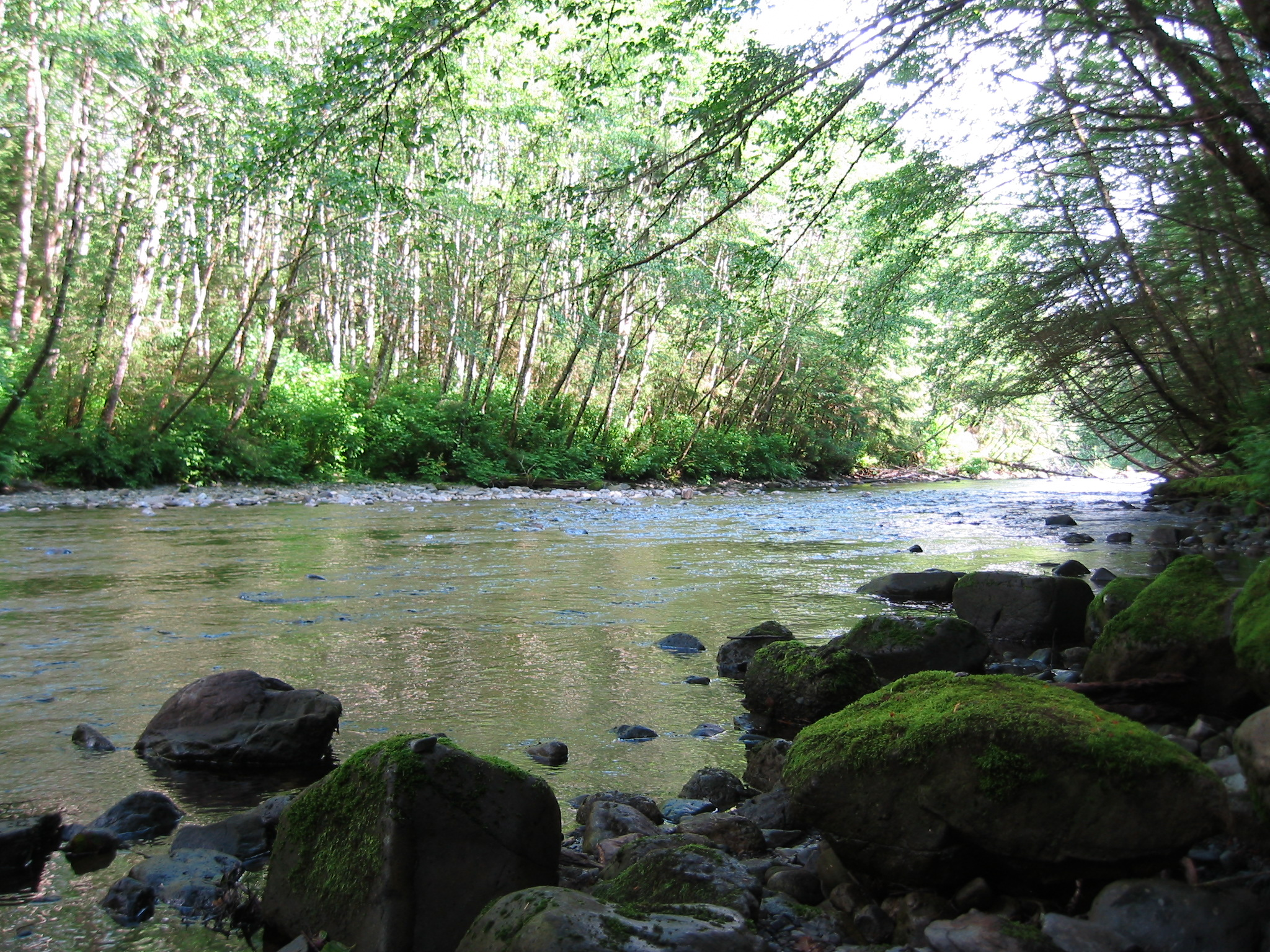
Річка Індіанська
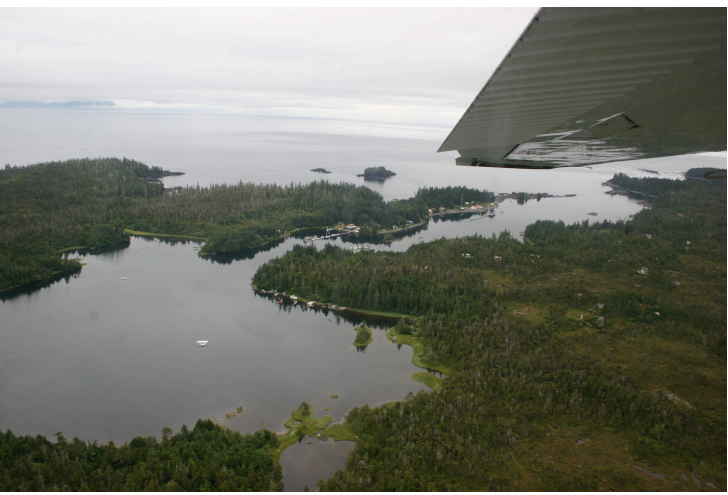
Порт Александер